# Viktor Korger
Viktor Korger (ur. 1903, zm. ?) – zbrodniarz hitlerowski, członek załogi obozu koncentracyjnego Mauthausen-Gusen i SS-Rottenführer.
Członek Waffen-SS od 22 stycznia 1945. Pełnił służbę jako strażnik w podobozach Mauthausen – St. Georgen i Gusen od 1 września 1944 do 30 kwietnia 1945. Korger bił więźniów i zastrzelił przynajmniej jednego jeńca radzieckiego.
Korger został skazany w procesie załogi Mauthausen-Gusen (US vs. Johann Altfuldisch i inni) przez amerykański Trybunał Wojskowy w Dachau na karę śmierci. Wyrok zamieniono jednak następnie na dożywocie.